# Geniusz (film 1999)
Geniusz (ang. Genius) – amerykański film, należący do kategorii Disney Channel Original Movies.

## Fabuła
Charlie Boyle to fizyczny geniusz i fan hokeja, jest jednak samotny. W wieku 14 lat poszedł do college'u. Podczas gdy pomaga naukowcowi, który próbuje złamać prawo grawitacji, spotyka piękną dziewczynę o imieniu Claire - córkę jednego z trenerów Northern Lights oraz jego przyszłą korepetytorkę.

## Obsada
- Trevor Morgan - Charlie Boyle/Chaz Anthony
- Emmy Rossum - Claire Addison
- Charles Fleischer - Dr. Krickstein
- Yannick Bisson - Mike MacGregor
- Peter Keleghan - Dean Wallace
- Philip Granger - Coach Addison
- Jonathon Whittaker - Dad Boyle
- Patrick Thomas - Odie
- Matthew Koller - Deion
- Chuck Campbell - Hugo Peplo
- Eli Ham - Omar Sullivan
- Darryl Pring - Bear Berczinski